# Prosymna ornatissima
Prosymna ornatissima — вид змій родини Prosymnidae. Ендемік Танзанії.

## Поширення і екологія
Prosymna ornatissima мешкають в горах Улугуру на сході Танзанії, на висоті від 700 до 1000 м над рівнем моря. Вони живуть у вологих тропічних лісах, трапляються на узліссях.

## Збереження
МСОП класифікує цей вид як такий, що перебуває на межі зникнення. Prosymna ornatissima загрожує знищення природного середовища.